# História da União Soviética (1964-1982)
A História da União Soviética entre de 1964 e 1982, conhecida como a Era Brejnev, cobre o período de governação da União das Repúblicas Socialistas Soviéticas (URSS) por Leonid Brejnev. Este período começou com um alto crescimento económico e crescente prosperidade, seguida de um gradual aumento dos problemas sociais, político e e económicos, o que levou a que este período também seja designado por Era da Estagnação.
Nikita Khrushchov foi deposto de Primeiro-Secretário do Comité Central do Partido Comunista da União Soviética (PCUS) (bem como Presidente do Conselho de Ministros), em 14 de Outubro de 1964, devido à sua falta de reformas e desconsideração das instituições do Partido e do Governo. Brejnev substituíu Khrushchov como Primeiro-Secretário e Alexei Kosygin substituiu-o como Presidente do Conselho de Ministros. Anastas Mikoyan e, mais tarde, Nikolai Podgorny, tornou-se Presidente do Presidium do Soviete Supremo. Juntamente com Andrei Kirilenko como secretário organizacional, e Mikhail Suslov  como Chefe Ideólogo, construíram uma revigorada liderança coletciva, que contrastava, em forma, com a autocracia que caracterizou a administração de Khrushchov.
O objectivo inicial da liderança colectiva era estabilizar a União Soviética e a acalmar a sociedade soviética, uma tarefa que conseguiram realizar. Além disso, tentaram acelerar o crescimento económico o qual tinha diminuiu consideravelmente durante os últimos anos da governação de Khrushchov. Em 1965, Kosygin iniciou várias reformas para descentralizar a economia soviética. Depois de ter tido um sucesso inicial no crescimento económico, membros mais duros do Partido pararam as reformas, temendo que estas fossem enfraquecer o prestígio e o poder do Partido. As reformas em si nunca foram oficialmente abolidas, foram simplesmente deixados de lado e deixaram de ter qualquer efeito. Durante a era Brejnev não se realizaram mais reformas radicais, e o crescimento económico começou a estagnar na primeira metade da década de 1970. Quando Brejnev morreu, em 1982, o crescimento económico soviético tinha, de acordo com vários historiadores, quase chegado a um impasse.
A estabilização política efectuada depois da saída de Khrushchov estabeleceu uma gerontocracia, e a corrupção política tornou-se um fenómeno normal. Brejnev, no entanto, nunca implementou qualquer campanha anti-corrupção em larga-escala. Devido ao grande desenvolvimento e construção militar dos anos 1960, a União Soviética foi capaz de consolidar-se como uma super-potência durante a administração Brejnev. O período terminou com a morte de Brejnev a 10 de Novembro de 1982.

## Política

### Liderança colectiva

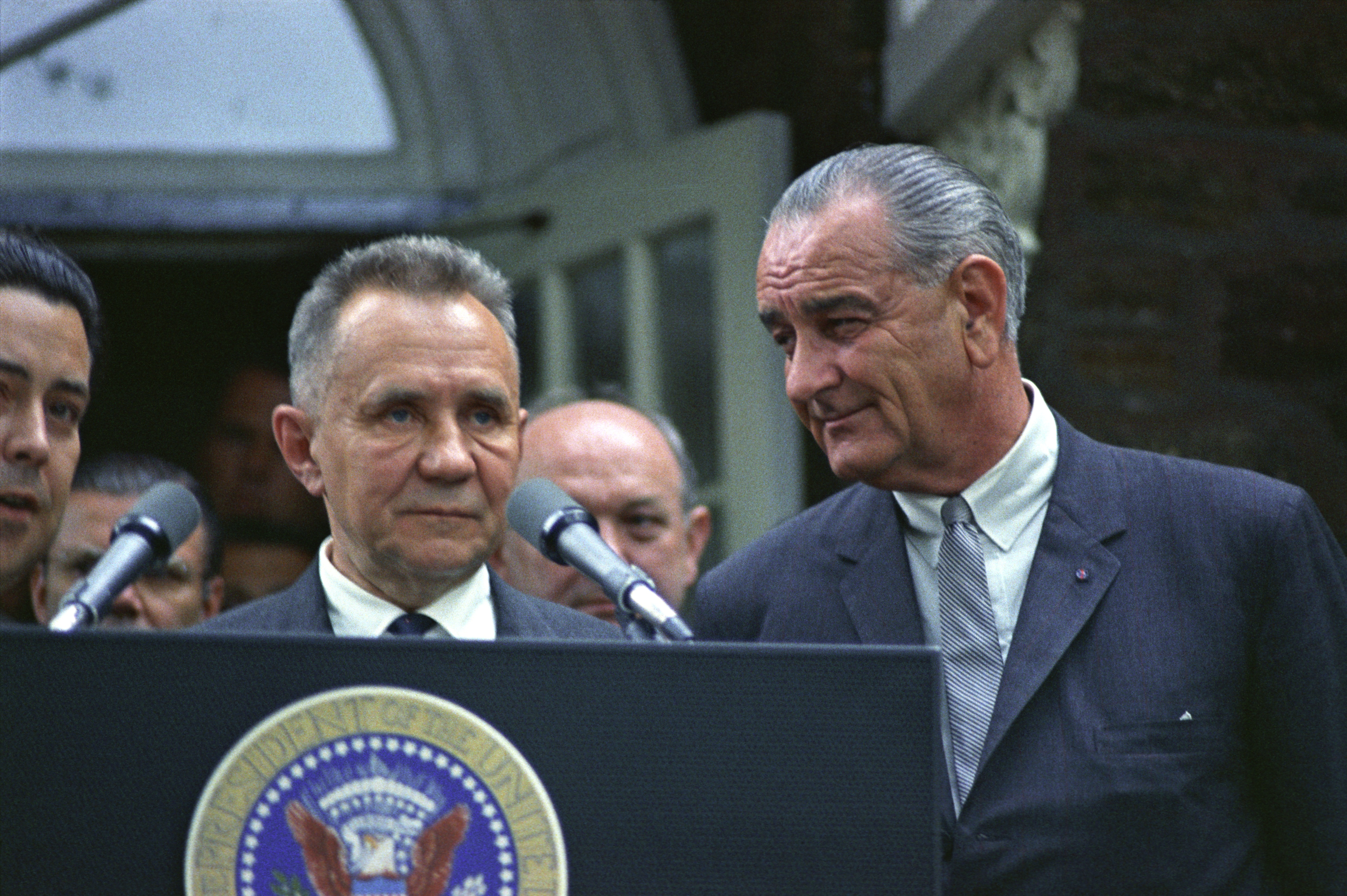
Alexei Kosygin, um dos membros da liderança colectivas, com Lyndon B. Johnson, Presidente dos Estados Unidos, na Conferência de Glassboro em 1967.

Após uma longa luta pelo poder, Khrushchov foi finalmente afastado da sua posição como Primeiro Secretário em Outubro de 1964, acusado pelo facto de as suas reformas terem fracassado, pela sua obsessão de reorganizar a estrutura do Partido e do Governo, pelo seu desprezo pela instituição do Partido e Governo, eo seu estilo de liderança baseada em uma só pessoa. O Presidium (Politburo), o Comité Central e outros corpos importantes do Partido-Governo cansaram-se das violações repetidas de Khrushchov dos princípios estabelecidos do Partido. A liderança soviética também acreditava que o seu tipo de liderança individualista ia contra o ideal de liderança colectiva. Leonid Brejnev e Alexei Kosygin sucederam a Khrushchov nos seus postos de Primeiro Secretário e Primeiro-ministro respectivamente, e Mikhail Suslov, Andrei Kirilenko e Anastas Mikoyan (substituído em 1965 por Nikolai Podgorny), também obtiveram lugares de destaque na nova liderança. Juntos formaram uma liderança colectiva funcional.
A liderança colectiva era, numa primeira fase, referida como "liderança Brejnev–Kosygin" e os dois iniciaram os seus respectivos períodos nas novas posições num relativo pé-de-igualdade. No entanto, após Kosygin ter iniciado a reforma económica de 1965, o seu prestígio no interior da liderança soviética diminuiu e a sua subsequente perda de poder fortaleceu a posição de Brejnev na hierarquia soviética. A influência de Kosygin ainda decresceu mais quando Podgorny ficou com o seu lugar como a segunda figura mais poderosa na União Soviética.
Brejnev conspirou para derrubar Podgorny da liderança colectiva logo desde 1970. A razão era simples: Brejnev era o terceiro, enquanto Podgorny era o primeiro na hierarquia do protocolo diplomático soviético; o afastamento de Podgorny faria de Brejnev chefe de estado, e o seu poder político aumentaria significativamente. Durante todo o período, contudo, Brejnev não conseguiu derrubar Podgorny, pois não tinha votos suficientes no Politburo, pois o afastamento de Podgorny significaria o enfraquecimento do poder e prestígio da própria liderança colectiva. De facto, Podgorny continuou num crescendo de poder como chefe de estado ao longo dos primeiros anos da década de 1970, devido à posição de Brejnev em relação à Jugoslávia e às suas conversações sobre desarmamento com as potências ocidentais, políticas que muitos funcionários soviéticos viam como contrárias aos princípios comunistas.
No entanto, este não foi o caso. Brejnev fortaleceu a sua posição consideravelmente durante a primeira metade dos anos 1970 no interior da liderança do Partido, ao passo que a "facção Kosygin" via enfraquecer a sua; em 1977, já tinha apoio suficiente no Politburo para afastar Podgorny do gabinete, em particular, e da vida política no geral. O derrube de Podgorny em 1977 reduziu o papel de Kosygin na gestão do dia-a-dia das actividades governamentais, e fortaleceu os poderes do aparelho governamental liderado por Brejnev. Depois do derrube de Podgorny, circularam rumores na sociedade soviética de que Kosygin se ia reformar por razões de saúde. Nikolai Tikhonov, primeiro-delegado do Conselho de Ministros chefiado por Kosygin, sucedeu a este em 1980.
A queda de Podgorny não foi encarada como o fim da liderança colectiva, e Suslov continuou a elaborar vários documentos ideológicos sobre ela. Em 1978, um ano depois da reforma de Podgorny, Suslov fez várias referências à liderança colectiva nas suas obras ideológicas. Fpoi por esta altura que o poder e o prestígio de Kirilenko no seio da liderança soviética começou a diminuir. De facto, no final do período, Brejnev era visto pelos seus colegas como demasiado velho para exercer em simultâneo todas as funções de chefe de estado. Tendo isto por base, o Soviete Supremo, com ordem de Brejnev, estabeleceu a nova posição de Vice-chefe-de-Estado do Presidium do Soviete Supremo, um cargo semelhante ao de um "vice-presidente". O Supremo aprovou por unanimidade Vasili Kuznetsov, aos 76 anos de idade, para vice-primeiro-ministro do Presidium no final de 1977. À medida que a saúde de Brejnev piorava, o colectivo tinha um papel cada vez mais importante nas decisões correntes. Por esta razão, a morte de Brejnev não alterou o balanço de poder de uma forma radical, e Yuri Andropov e Konstantin Chernenko foram obrigados por protocolo a governar o país da mesma forma que Brejnev o deixou.

### Tentativa de assassinato
Viktor Ilyin, um soldado soviético interditado legalmente, tentou assassinar Brejnev em 22 de Janeiro de 1969 disparando sobre um desfile de veículos que transportava Brejnev ao longo de Moscovo. Embora de Brejnev não tenha ficado ferido, os tiros mataram um motorista e feriram sem gravidade vários cosmonautas do Programa espacial soviético que também iam no desfile. O atacante foi capturado, e interrogado pessoalmente por Andropov, então presidente do KGB e futuro líder soviático. Ilyin não foi condenado à pena de morte pois o seu desejo de matar Brejnev foi considerado tão absurdo que acabou por ser internado num hospício em Kazan para receber tratamento.

### Política de defesa

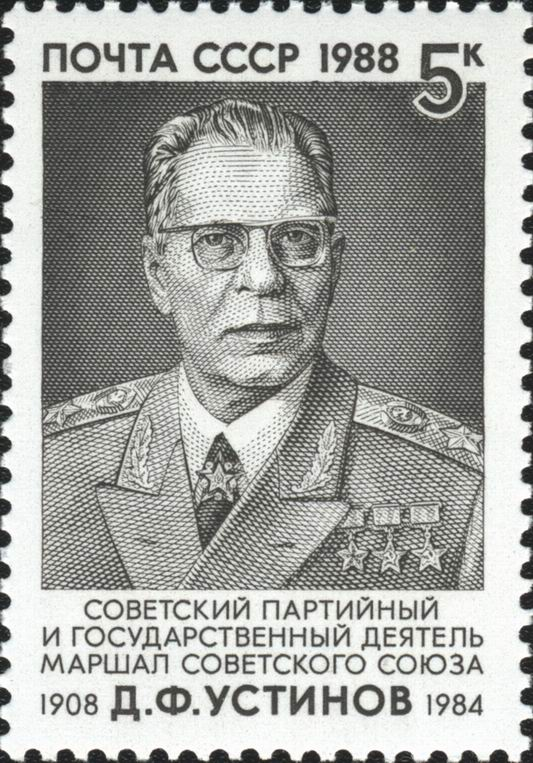
Dmitriy Ustinov (representado num selo soviético de de 1988), Ministro da Defesa entre 1976 e 1984, data da sua morte, foi uma das figuras mais influentes na elaboração das políticas de segurança soviéticas juntamente com Andrei Gromiko, Yuri Andropov e Brejnev

A União Soviética lançou um programa militar de grande dimensão em 1965 expandindo tanto os arsenais nucleares como os convencionais. A lideres soviéticos acreditavam que umas forças armadas fortes trariam vantagens num contexto de negociação com as potências estrangeiras, e fortaleciam a segurança do Bloco de Leste contra ataques. Nos anos 1970, a liderança soviética concluiu que uma guerra contra os países capitalistas não teria de ser necessariamente nuclear, e deste modo iniciaram a expansão das forças convencionais do país. Devido a infraestruturas mais fracas do que as dos Estados Unidos, os líderes soviéticos achavam que o único caminho para vencer o Primeiro Mundo era uma conquista rápida da Europa Ocidental, tendo por base apenas números. A União Soviética igualou a sua força nuclear à dos Estados Unidos em início da década de 1970, período a seguir ao qual se consolidaram como  super-potência. O aparente sucesso da expansão militar levou os líderes soviéticos a acreditar que as forças armadas, e apenas elas, segundo Willard Frank, "compraram a segurança e a influência da União Soviética".
Brejnev estava, de acordo com os seus conselheiros mais próximos, preocupado há já algum tempo com as crescentes despesas militares na década de 1960. Os conselheiros contaram como Brejnev entrou em conflito com vários militares de topo industriais, destacando-se o marechal Andrei Grechko, ministro da Defesa. No início dos anos 70, segundo Anatoly Aleksandrov-Agentov, um dos conselheiros mais próximos de Brejnev, este esteve numa reunião que durou cinco horas para tentar convencer o estabelecimento militar soviético a reduzir os gastos militares. Nessa reunião, um Brejnev irritado perguntou porque é que a União Soviética devia, nas palavras de Matthew Evangelista, "continuar a esgotar" a economia se o país não conseguiria alcançar uma paridade militar com o Ocidente; a questão permaneceu por responder. Quando Grechko morreu em 1976, Dmitriy Ustinov ocupou o seu lugar como ministro da Defesa. Ustinov, apesar de associado e amigo de  Brejnev, impediu qualquer tentativa feita por Brejnev de reduzir as despesas militares nacionais. Nos seus últimos anos, Brejnev não foi capaz de reduzir os gastos com a defesa, devido à sua saúde em declínio. De acordo com o diplomata soviético Georgy Arbatov, o complexo militar-industrial funcionou como base do poder de Brejnev no interior da hierarquia soviética mesmo quando ele tentava reduzir os investimentos.
No 23.º Congresso do Partido em 1966, Brejnev disse aos delegados que o estabelecimento militar soviético tinha alcançado um nível suficiente para defender o país. A União Soviética chegou à paridade dos ICBM com os Estados Unidos naquele ano. Em inícios de 1977, Brejnev transmitiu ao mundo que a União Soviética não procurou tornar-se superior aos Estados Unidos nas armas nucleares, nem ser militarmente superior em qualquer sentido da palavra. Nos últimos anos do regime de Brejnev, tornou-se política de defesa oficial investir apenas o suficiente para manter a dissuasão militar, e na década de 1980, as autoridades de defesa soviéticas foram informadas novamente que o investimento não ultrapassaria o nível para manter a segurança nacional. Na sua última reunião com os líderes militares soviéticos em Outubro de 1982, Brejnev insistiu na importância de não investir demasiado no sector militar soviético. Esta política foi mantida durante o governo de Andropov, Konstantin Chernenko e Mikhail Gorbachev. Acrescentou que era oportuno aumentar ainda mais a prontidão das forças armadas. No aniversário da Revolução de 1917 umas semanas depois (última aparição pública de Brejnev), os observadores Ocidentais notaram que a parada militar anual apenas incluía duas novas armas e que muito do equipamento que desfilou estava obsoleto. Dois dias antes da sua morte, Brejnev afirmou que qualquer agressão contra a União Soviética "resultaria num golpe retaliatório esmagador".

### Estabilização
Embora o tempo que Brejnev esteve no cargo fosse mais tarde caracterizado como de estabilidade, Brejev supervisionou a substituição de metade dos líderes regionais e membros do Politburo. Este foi um movimento típico de um líder soviético tentando fortalecer a sua base de poder. Exemplos de membros do Politburo que foram substituídos durante a Era Brejnev são Gennady Voronov, Dmitry Polyansky, Alexander Shelepin, Petro Shelest e Podgorny. Polyansky e Voronov deixaram de ser membros do Politburo porque foram considerados como fazendo parte da "facção Kosygin." Para o seu lugar vieram Andrei Grechko, ministro da Defesa, Andrei Gromyko, ministro dos Negócios Estrangeiros e o chefe do KGB, Andropov. O afastamento e substituição de membros da liderança soviética parou nos finais da década de 1970.
Inicialmente, de facto, Brejnev descrevia-se como moderado — não tão radical como Kosygin mas não tão conservador como Shelepin. Brejnev deu autorização formal ao Comité Central para dar início à reforma económica de  Kosygin de 1965. Segundo o historiador Robert Service, Brejnev modificou algumas das propostas de reforma de Kosygin, muitas das quais eram inviáveis. Nos seus primeiros dias, Brejnev pediu conselhos aos secretários provinciais do partido, e passou várias horas por dia em conversações. Durante o plenário do Comité Central de Março de 1965, Brejnev assumiu o controlo da agricultura soviética, outro indício da sua oposição ao programa de reformas de Kosygin. Brejnev achava que, ao contrário de Khrushchev, ao invés de efectuar uma reorganização geral, a chave para aumentar a produção agrícola era fazer com que o sistema actual existente fosse mais eficiente.
Nos finais da década de 1960, Brejnev falou da necessidade de "renovar" os quadros do partido, mas segundo Robert Service, o seu "interesse próprio desencorajou-o a colocar um fim ao imobilismo que ele detectou. Ele não queria arriscar alienar o funcionalismo de nível inferior." O Politburo viu a política de estabilização como a única via para evitar regressar às purgas de Estaline e à re-organização das instituições Partido-Governo de Khrushchev. Os membros agiram em otimismo, e acreditavam que uma política de estabilização seria uma prova para o mundo, de acordo com Robert Service, da "superioridade do comunismo". A liderança soviética não se opunha na totalidade à reforma, mesmo que o movimento de reforma tenha sido enfraquecido no rescaldo da Primavera de Praga na Checoslováquia. O resultado foi um período de estabilização evidente no coração do governo, uma política que também teve o efeito de reduzir a liberdade cultural: vários dissidentes samizdat cessaram as suas operações.

### Gerontocracia

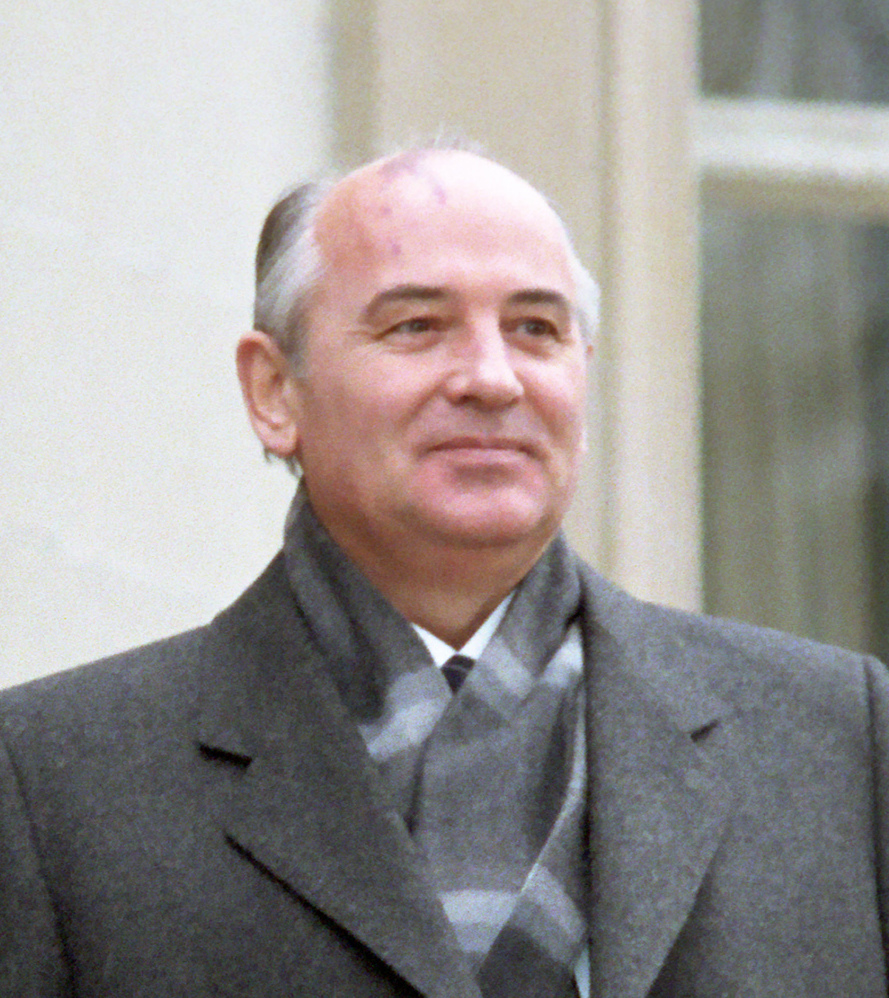
Mikhail Gorbachev em 1985. Juntamente com Grigory Romanov, era, em contraste com a norma,um dos membros mais novos eleitos para posições de topo durante a Era Brejnev Era

Depois do processo de reorganização do Politburo ter terminado em meados da década de 1970, a liderança soviética evoluiu para uma gerontocracia, uma forma de governo qual os governantes são significativamente mais velhos do que a maioria da população adulta.
A geração Brejnev — as pessoas que viveram e trabalharam durante a Era Brejnev — devem a sua ascensão á Grande Purga de Estaline no final da década de 1930. Na purga, Estaline ordenou a execução exílio de quase todos os burocratas soviéticos com mais de 35 anos de idade, abrindo assim posições e gabinetes a uma geração mais nova de soviéticos. Esta geração iria governar o país desde o fim das purgas de Estaline até à subida ao poder de Mikhail Gorbachev em 1985. A maioria destes funcionários era de origem rural e/ou de classe trabalhadora. Mikhail Suslov, Alexei Kosygin e Brejnev são exemplos destacados de homens escolhidos no rescaldo da Grande Purga de Estaline.
A média de idades dos membros do Politburo era de 58 em 1961, e 71 em 1981. No Comité Central a situação era idêntica, com a média de idades em 1961 de 53, subindo para 62 em 1981, sendo a percentagem de membros com mais de 65 anos de idade de 3 por cento em 1961 e 39 por cento em 1981. A diferença na idade média entre os membros do Politburo e os do Comité Central pode ser explicada pelo facto de o Comité Central ter sido consistentemente alargado durante a liderança de Brejnev; este facto tornou possível nomear membros mais novos para o Comité Central sem reformar os mais velhos. Dos 319 membros em 1981, 130 tinham menos de 30 anos de idade quando Estaline morreu em 1953.
Jovens políticos, como Fyodor Kulakov e Grigory Romanov, eram vistos como potenciais sucessores de Brejnev, mas nenhum deles chegou perto. Por exemplo,  Kulakov, um dos membros mais jovens no Politburo, estava posicionado em sétimo lugar na hierarquia do prestígio votada pelo Soviete Supremo, muito atrás de nomes notáveis como Kosygin, Podgorny, Suslov ou Kirilenko. Como Edwin Bacon e Mark Sandle salientam no seu livro, Brejnev Reconsidered, a liderança soviética à data da morte de Leonid Brejnev tinha evoluído para "uma gerontocracia com uma crescente falta de vigor físico e intelectual".

### Nova constituição

Uma lembrança folha comemorando a Constituição Soviética de 1977, o Brezhnev está representado no meio

Durante o período, Brejnev foi também o Presidente da Comissão Constitucional do Soviete Supremo, o qual trabalhou para a criação de uma nova constituição. A Comissão tinha 97 membros, com Konstantin Chernenko entre os mais proeminentes. Brejnev não foi impulsionado por um desejo de deixar uma marca na história, mas sim enfraquecer ainda mais o prestígio do Primeiro Alexei Kosygin. A formulação da constituição mantinha o estilo político de Brejnev e não era nem anti-estalinista nem neo-estalinista, ficando situada a meio caminho, seguindo os mesmo princípios e ideias como as constituições anteriores. A diferença mais notável ter sistematizado as acções do desenvolvimento que a União Soviética tinha passado desde a formulação da Constituição de 1936. Descrevia a União Soviética, por exemplo, como uma "sociedade industrial avançada". Neste sentido, o documento resultante pode ser visto como uma prova das realizações alcançadas, bem como os limites, da desestalinização. O documento aumentou o estatuto do indivíduo em todos os aspectos da vida, enquanto, ao mesmo tempo, solidificava o poder de manutenção do Partido Comunista.
Durante o processo de elaboração, teve lugar um debate dentro da liderança soviética entre as duas facções sobre chamar a lei soviética de "lei de Estado" ou "lei Constitucional." Aqueles que apoiaram a tese de lei de  Estado acreditavam que a Constituição tinha pouca importância, e que podia ser alterada sempre que o sistema sócio-económico mudava. Aqueles que apoiavam a lei Constitucional, acreditavam que a Constituição deve "conceptualizar" e incorporar alguns dos objectivos ideológicos futuros do Partido. Também queriam incluir informações sobre o estatuto dos cidadãos soviéticos o qual tinha mudado drasticamente nos anos pós-Estaline. O pensamento Constitucional pensamento prevaleceu até certo ponto, e a Constituição Soviética de 1977 teve um efeito maior sobre a conceptualização do sistema soviético.

### Últimos anos

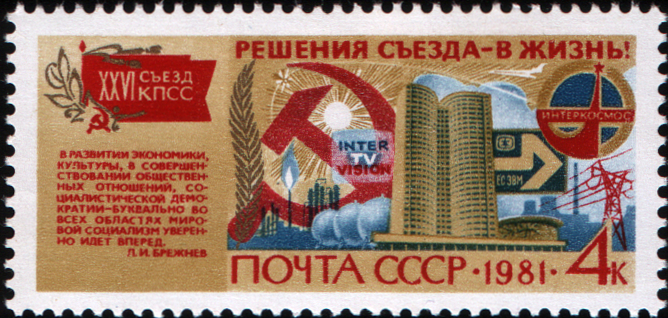
Um carimbo soviético carimbo de 1981 dedicado ao 26.º Congresso do Partido

Nos seus últimos anos, Brejnev desenvolveu o seu próprio culto de personalidade, e atribuiu a si mesmo as mais altas condecorações militares da União Soviética. Os meios de comunicação exaltavam Brejnev "como um líder dinâmico e um colosso intelectual". Brejnev recebeu com um Prémio Lenine da Literatura com Trilogia de Brejnev, três romances auto-biográfico. Estes prémios foram entregues a Brejnev para sustentar a sua posição dentro do Partido e do Politburo. Quando Alexei Kossygin morreu em 18 de Dezembro de 1980, um dia antes do aniversário de Brejnev, o Pravda e outros meios de comunicação adiaram a notícia da sua morte, para depois da celebração do aniversário de  Brejnev. Na realidade, no entanto, as capacidades físicas e intelectuais de Brejnev tinham começado a declinar na década de 1970.
Brejnev aprovou a intervenção soviética no Afeganistão (ver também relações soviético–afegãs) tal como já tinha aprovado o Pacto de Varsóvia para a invasão da Checoslováquia. Em ambos os casos, Brejnev não foi o que mais insistiu para uma possível intervenção armada. Vários dos principais membros da liderança soviética decidiram manter Brejnev como Secretário-Geral, de modo a que as suas carreiras não sofressem com uma possível reformulação da liderança pelo seu sucessor. Outros membros, que não gostavam de Brejnev, como Dmitri Ustinov (ministro da Defesa), Andrei Gromyko (ministro dos Negócios Estrangeiros), e Mikhail Suslov (Secretário do Comité Central), temiam que o afastamento de Brejnev provocaria uma crise de sucessão, e assim ajudaram a manter o status quo.
Brejnev manteve-se no cargo sob pressão de alguns dos seus associados do Politburo, embora, na prática, o país não fosse governado por Brejnev, mas sim por uma liderança colectiva liderada por Suslov, Ustinov, Gromyko, e Yuri Andropov. Konstantin Chernenko, devido à sua estreita relação com Brejnev, também tinha ganho influência. Enquanto o Politburo ponderava sobre quem que iria ocupar o lugar de Brejnev, a sua saúde continuava a agravar-se. A escolha de um sucessor terá sido influenciada por Suslov, mas como ele morreu em Janeiro de 1982, antes de Brejnev, Andropov tomou o lugar de Suslov no Secretariado do Comité Central. Com a saúde de Brejnev a piorar, Andropov mostrou aos seus colegas do Politburo que não tinha receio das represálias de Brejnev, e lançou uma importante campanha anti-corrupção da campanha. Brejnev morreu em 10 de Novembro de 1982 e foi homenageado com um grande funeral de estado, sendo sepultado cinco dias depois na Necrópole da Muralha do Kremlin.

## Economia

### Reforma de 1965
A reforma económica soviética de 1965, muitas vezes referida como o "reforma Kosygin", de gestão económica e de planeamento foi realizada entre 1965 e 1971. Anunciada em Setembro de 1965, continha três medidas principais: a re-centralização da economia da União Soviética pelo re-estabelecimento de vários ministérios centrais; uma descentralização geral do sistema de incentivos empresariais (incluindo o uso mais amplo do estilo capitalista de incentivos materiais por bom desempenho); e, em terceiro lugar, uma grande reforma nos preços. A reforma foi iniciada pelo primeiro governo de Alexei Kosygin e implementada durante o Oitavo Plano de Cinco Anos, de 1968 a 1970.
Embora estas medidas tenham sido estabelecidas para combater muitas das irracionalidades do sistema económico soviético, a reforma não tentou alterar o sistema existente de forma radical; em vez disso, tentou melhorá-lho gradualmente. O sucesso foi, em última análise, misto, e a análise efectuada por soviéticos sobre o porquê de a reforma não ter conseguido alcançar o seu pleno potencial nunca deu qualquer definitiva resposta definitiva. Os principais factores-chave acordados, no entanto, com a culpa a ser apontada a combinação de re-centralização da economia com a descentralização da autonomia empresarial, criaram vários obstáculos administrativos. Além disso, em vez de criar um mercado que estabelecesse um sistema de preços, os administradores receberam a responsabilidade serem eles a rever o sistema de preços. Devido a isto, o mercado como sistema não se concretizou. Para piorar a situação, a reforma foi, no mínimo, contraditória. Em retrospectiva, contudo, o Oitavo Plano de Cinco Anos como um todo, é considerado um dos mais bem sucedidos períodos para a economia soviética, e o mais bem sucedido para a produção dos consumidores.
A orientação da economia para o mercado, processo que Kosygin apoiava, foi considerado muito radical à luz da Primavera de Praga na Checoslováquia. Nikolai Ryzhkov, o futuro Presidente do Conselho de Ministros, referiu-se num discurso de 1987 ao Soviete Supremo da União Soviética às "experiências desagradáveis da reforma de 1965", e afirmou que tudo foi de mal a pior após o cancelamento da reforma.

### Era da Estagnação
| Período    | PIB (de acordo com a CIA) | NMP (de acordo com Grigorii Khanin) | NMP (de acordo com a URSS) |
| ---------- | ------------------------- | ----------------------------------- | -------------------------- |
| 1960-1965  | 4.8                       | 4.4                                 | 6.5                        |
| 1965-1970  | 4.9                       | 4.1                                 | 7.7                        |
| 1970-1975  | 3.0                       | 3.2                                 | 5.7                        |
| 1975-1980  | 1.9                       | 1.0                                 | 4.2                        |
| 1980-1985  | 1.8                       | 0.6                                 | 3.5                        |
| [ nota 1 ] |                           |                                     |                            |

O valor de todos os bens de consumo fabricados em 1972 em preços de venda a retalho foi de cerca de 118 mil milhões de rublos (530 mil milhões de dólares). A Era da Estagnação, um termo usado por Mikhail Gorbachev, é considerado por vários economistas a pior crise financeira na União Soviética. A crise teve início com o Choque Nixon, centralização excessiva e uma burocracia de estado conservadora. à medida que a economia ia crescendo, o volume de decisões que eram necessárias tomar tornou-se excessivo voltada para os planeadores em Moscovo. Como resultado, a produtividade do trabalho diminuiu em todo o país. Os procedimentos complexos da administração burocrática não permitiam uma comunicação livre e uma resposta flexível ao nível empresarial para lidar com os trabalhadores, inovação, clientes e fornecedores. Os últimos tempos da Era Brejnev também assistiu a um aumento na corrupção política. Dados falsificados tornaram-se prática comum entre os burocratas para reportar de forma positiva o cumprimento das metas e quotas ao governo, e isso agravou ainda mais a crise no planeamento.
Com o aumentar dos problemas económicos, os  trabalhadores qualificados eram geralmente mais bem pagos do que o que inicialmente pretendido, enquanto os trabalhadores não-qualificados tendiam a aparecer tarde, e não estavam nem conscientes, nem, em alguns casos, totalmente sóbrios. O estado normalmente transferia os trabalhadores de um emprego para outro, o que, em última análise tornou-se um recurso muito enraizado na indústria soviética; o Governo não tinha medidas para contrapor eficazmente por causa da falta de desemprego do país. As indústrias do Governo, tais como fábricas, minas e escritórios estavam repletos de pessoal indisciplinado que não cumpria com as suas obrigações no trabalho. Isto acabou por levar, de acordo com Robert Service, a uma "obra-tímido força de trabalho" entre os Soviéticos, trabalhadores e administradores.

#### Reformas de 1973 e 1979
Kosygin iniciou a reforma económica soviética de 1973 para melhorar os poderes e as funções do planeadores regionais através do estabelecimento de associações. A reforma nunca foi totalmente implementada; de facto, os membros da liderança soviética queixaram-se de que a reforma nem sequer tinha começado por altura da reforma de 1979. A reforma económica soviética de 1979 foi iniciada para melhorar a estagnação da economia Soviética. A reforma tinha por objectivo aumentar as competências dos ministérios centrais através da centralização da economia soviética numa extensão ainda maior. Esta reforma nunca foi implementada na sua totalidade, e quando Kosygin morreu em 1980, foi praticamente abandonada pelo seu sucessor, Nikolai Tikhonov. Tikhonov disse ao povo Soviético no 26.º Congresso do Partido que a reforma era para ser implementada, ou, pelo menos, em parte, durante o Décimo primeiro Plano de Cinco Anos (1981-1985). Apesar disso, a reforma nunca chegou a acontecer. A reforma é visto por vários sovietólogos como a última grande iniciativa de reforma pré-perestroika proposta pelo governo soviético.

#### Demissão de Kosygin
Na sequência do afastamento de Nikolai Podgorny do gabinete,começaram a circular rumores no interior dos círculos de topo, e nas ruas, que Kosygin se iria aposentar devido a problemas de saúde. Durante uma das suas licenças por questões de saúde, Brejnev nomeou Nikolai Tikhonov, conservador, para o cargo de Primeiro Vice-Presidente do Conselho de Ministros; através deste gabinete, Tikhonov foi capaz de transformar Kosygin numa figura secundária. Por exemplo, no plenário do Comité Central de Junho de 1980, o plano de desenvolvimento económico da União Soviética foi elaborado por Tikhonov, e não Kosygin. No seguimento da demissão de Kosygin em 1980, Tikhonov, então com 75 anos de idade, foi eleito o novo Presidente do Conselho de Ministros. No final de sua vida, Kosygin temia o fracasso do Décimo primeiro Plano de Cinco Anos (1981-1985), acreditando que a liderança da altura estava relutante em reformar a estagnação da economia soviética.

## Relações exteriores

### Primeiro Mundo

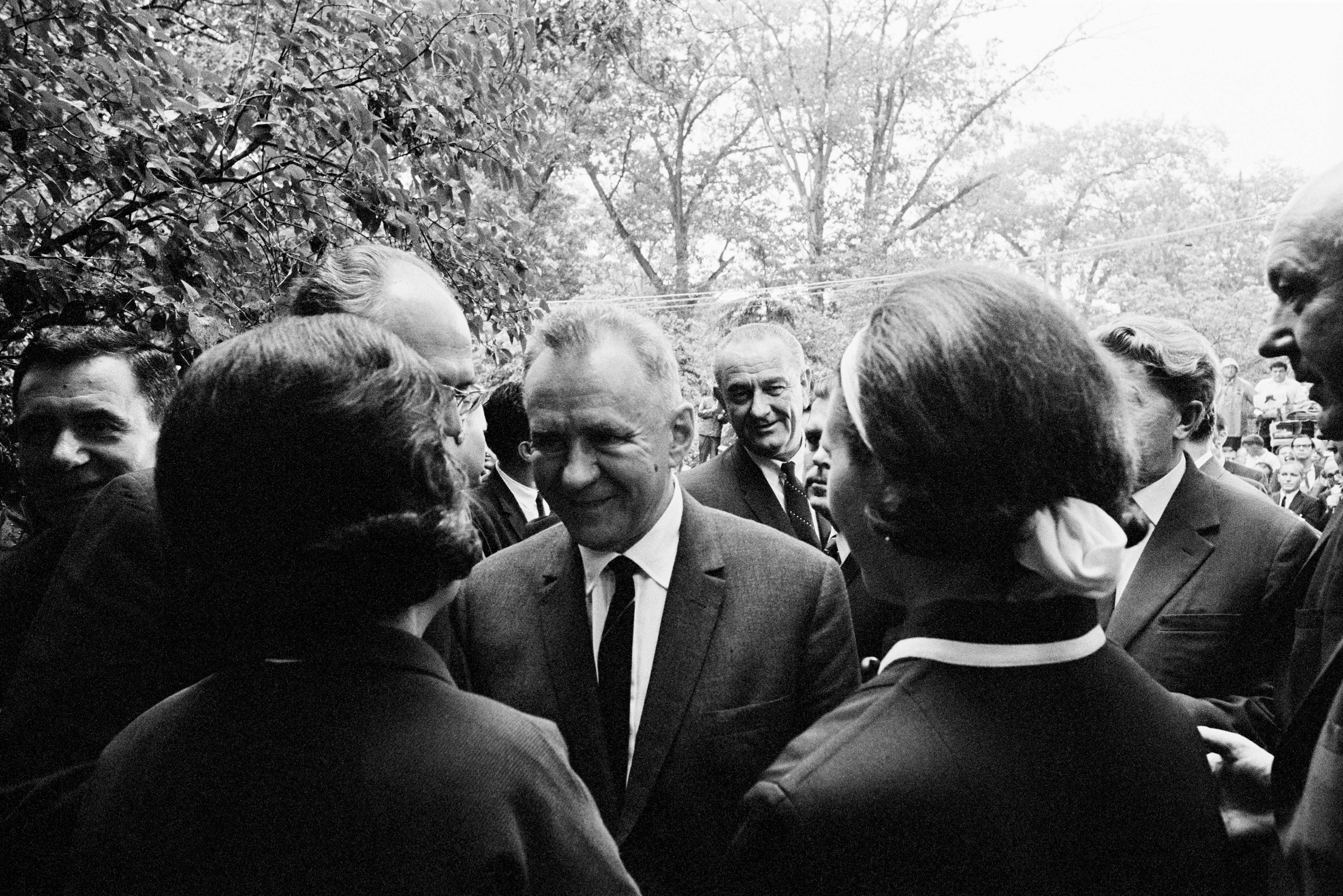
Primeiro-ministro soviético Alexei Kosygin (na frente) junto ao Presidente dos EUA, Lyndon B. Johnson (atrás) na Conferência de Glassboro.

Alexei Kosygin, o primeiro-ministro soviético, tentou desafiar Brejnev sobre os direitos do Secretário-Geral para representar o país no estrangeiro, uma função que Kosygin acreditava que deveria pertencer ao primeiro-ministro, como era comum nos países não- comunistas. Esta situação foi realmente implementada por um curto período. Mais Tarde, no entanto, Kosygin, que tinha sido o principal negociador com o Primeiro Mundo durante a década de 1960, mal era visto fora do Segundo Mundo depois de Brejnev ter reforçado a sua posição dentro do Politburo. Kosygin liderou, de facto, a delegação soviética na Conferência de Glassboro  em 1967, com Lyndon B. Johnson, o então Presidente dos Estados Unidos. O encontro foi dominado por três assuntos: a Guerra do Vietname, a Guerra dos Seis Dias e a corrida ao armamento soviético–americana. Imediatamente após conferência em Glassboro, Kosygin chefiou a delegação soviética a Cuba, onde conheceu um zangado Fidel Castro  que acusou a União Soviética de "capitulacionismo".

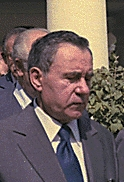
Andrei Gromyko, o ministro dos Estrangeiros soviético de 1957 a 1985, em 1978, durante uma visita aos Estados Unidos

A Détente, literalmente a flexibilização das relações tensas, ou em russo "descarga", caracterizou o início da era. Significava "co-existência ideológica " no contexto da política externa soviética, mas, no entanto, não implicou um final para a concorrência entre as sociedades capitalistas e comunistas. A política de liderança soviética, contudo, ajudou a aliviar as tensas relações entre a União Soviética com os Estados Unidos. Alguns controlos de armamento e acordos comerciais foram assinados e ratificados neste período.
Um dos sucessos da diplomacia concretizou-se coma ascensão ao cargo de Chanceler da Alemanha Ocidental Willy Brandt em 1969, à medida que as tensões entre a Alemanha e a União Soviética começaram a melhorar. A política Ostpolitik de Brandt, juntamente com a détente de Brejnev, contribuíram para a assinatura dos Tratados de Moscovo e Varsóvia nos quais a Alemanha Ocidental reconheceu as fronteiras dos estados estabelecidos após a Segunda Guerra Mundial, as quais incluíam o reconhecimento por parte da Alemanha Ocidental da Alemanha de Leste como um estado independente. As relações exteriores dos dois países continuaram a melhorar durante a administração de Brejnev, e na União Soviética, onde a memória da brutalidade alemã durante a Segunda Guerra Mundial ainda era recordada, estes desenvolvimentos contribuíram para reduzir substancialmente a animosidade que o povo soviético sentia em relação à Alemanha, e aos alemães em geral.
No entanto, nem todos os esforços foram tão bem-sucedidos. Os Acordos de Helsínquia de 1975, uma iniciativa liderada pelos soviéticos que foi considerados por estes um sucesso para a sua diplomacia, viu "o tiro sair pela culatra" nas palavras do historiador Archie Brown. O Governo dos EUA mostrou pouco pouco interesse ao longo de todo o processo, e, mais tarde, Richard Nixon comentou com um oficial sénior britânico que os Estados Unidos "nunca quiseram a conferência". Outros notáveis, como o sucessor de Nixon, Gerald Ford, e o Conselheiro de Segurança Nacional Henry Kissinger também se mostraram pouco empolgados. Foram, essencialmente, os negociadores da Europa Ocidental que desempenharam um papel crucial na criação do tratado.
A União Soviética procurava uma aceitação oficial das fronteiras do estado elaboradas na Europa do pós-guerra pelos Estados Unidos e Europa Ocidental. Os soviéticos foram muito bem-sucedidos; algumas pequenas diferenças estavam no facto de as fronteiras serem "invioláveis" em vez de "imutáveis", o que significava que as fronteiras poderiam ser alteradas sem interferência militar, ou interferência de outro país. Tanto Brejnev, Gromyko e o resto da liderança soviética estavam fortemente comprometidos com a criação de um tratado naqueles termos, mesmo que isso significasse concessões em temas como direitos humanos e transparência. Mikhail Suslov e Gromyko, entre outros, estavam preocupados com algumas das concessões. Iúri Andropov, presidente do KGB, acreditava que a maior transparência estava a enfraquecer o prestígio da KGB, e a reforçar o prestígio do Ministério dos Negócios Estrangeiros.

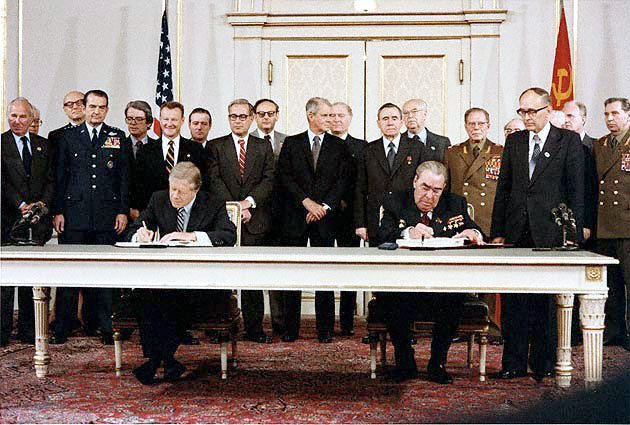
Carter e Brezhnev a assinar o Tratado SALT II em 18 de Junho de 1979, em Viena.

Outro golpe para o comunismo soviético no Primeiro Mundo veio com o estabelecimento de eurocomunismo. Os eurocomunistas defendiam e apoiavam os ideais do comunismo soviético, enquanto que ao mesmo tempo apoiavam os direitos do indivíduo. O maior obstáculo foi o de que eram os maior partidos comunistas, aqueles com maior participação eleitoral, que se tornou eurocomunistas. Com origem na Primavera de Praga, este novo pensamento tornou o Primeiro do Mundo mais céptico do comunismo soviético em geral. O Partido Comunista italiano, em particular, declarou que, se a guerra rebentasse na Europa, eles juntar-se-iam na defesa da Itália e resistiriam a qualquer incursão soviética no solo da sua sua nação.
Em particular, as relações entre a União Soviética e o Primeiro Mundo deterioraram-se quando o Presidente dos EUA, Jimmy Carter, seguindo o conselho do seu Conselheiro de Segurança Nacional, Zbigniew Brzezinski, denunciou a Intervenção soviética no Afeganistão em 1979 (ver relações soviético–afegãs) e descreveu-a como "o perigo mais grave para a paz desde 1945". Os Estados Unidos pararam toda a exportação de cereais para a União Soviética e convenceu os atletas americanos a não entrarem no Jogos Olímpicos de Verão de 1980, realizados em Moscovo. A União Soviética respondeu, boicotando os Jogos Olímpicos de Verão seguintes, a ter lugar em Los Angeles. A política de dissuasão entrou em colapso. Quando Ronald Reagan sucedeu a Carter como Presidente dos EUA, em 1981, prometeu um forte aumento nos gastos de defesa dos EUA e uma forma mais agressiva de política externa anti-soviética. Isto causou alarme em Moscovo, com os meios de comunicação soviéticos, acusando-o de "belicismo" e "acreditando por engano que a intensificação da corrida ao armamento vai a paz ao mundo". O general Nikolai Ogarkov também comentou que muitos cidadãos soviéticos tinham começado a acreditar que qualquer guerra era má e que a paz a qualquer preço era boa, e que era necessária uma melhor educação política para revelar um ponto de vista de "classe" no mundo dos negócios.
Em Outubro de 1981, deu-se um incidente que causou um grande embaraço à União Soviética, quando um dos seus submarinos encalhou perto da base naval sueca de Karlskrona. Como esta localização era militarmente sensível, a Suécia assumiu uma postura agressiva sobre o caso, o submarino durante duas semanas enquanto esperavam uma explicação oficial de Moscovo. O submarino acabou por ser libertado, mas Estocolmo recusou-se a aceitar as alegações soviéticas de que este foi apenas um incidente, pois já tinham sido avistados inúmeras submarinos não-identificados perto da costa sueca. A Suécia também anunciou que tinha sido detectada radiação desde do submarino e acreditavam que ele transportava mísseis nucleares. Moscovo não confirmou nem negou e, em vez disso simplesmente acusou os suecos da espionagem.

### República Popular da China

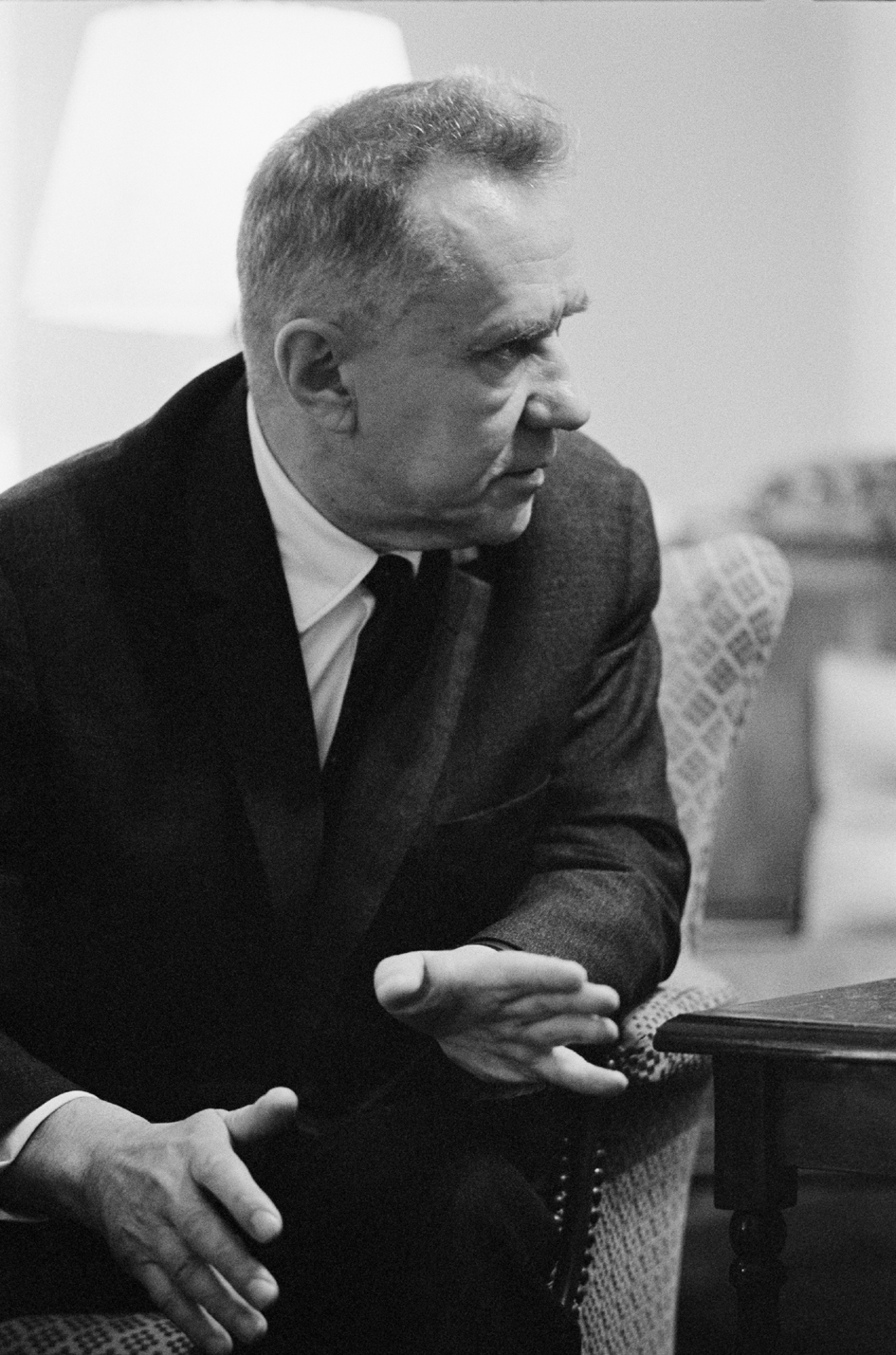
Alexei Kosygin era o membro mais optimista da liderança soviética acerca da aproximação da União Soviética à República Popular da China

No rescaldo do afastamento de Khrushchev e da ruptura sino-soviética, Alexei Kosygin era o membro mais optimista dos líderes soviéticos para uma futura aproximação com a República Popular da China (RPC), enquanto Iuri Andropov se mantinha céptico e Brejnev nem expressava a sua opinião. De muitas maneiras, Kosygin ainda tinha dificuldades em compreender porque é que os dois países continuavam a discutir um com o outro. A liderança colectiva - Anastas Mikoyan, Brejnev e Kosygin -, era considerada pela China como ainda mantendo a atitude revisionista do seu antecessor, Nikita Khrushchev. De início, a nova liderança soviética culpou a ruptura sino-soviética como se devendo não à RPC, mas sim aos erros políticos cometidos por Khrushchev. Tanto Brejnev como Kosygin estavam entusiasmados pela aproximação à República Popular da China. Quando Kosygin se reuniu com o seu homólogo, o ministro chinês Zhou Enlai, em 1964, Kosygin encontrou-o com um "excelente humor". Os primeiros indícios de aproximação  colapsaram, no entanto, quando Zhou acusou Kosygin de ter uma postura semelhante à de Khrushchev depois do discurso anti-imperialista de Rodion Malinovsky contra o Primeiro Mundo.
Quando Kosygin disse a Brejnev que era tempo de conciliação com a República Popular da China, Brejnev respondeu: "Se você acha que isso é necessário, então tenha você a iniciativa". Kosygin estava com medo que a China recusasse a sua proposta para uma visita, e decidiu parar em Pequim a caminho antes de seguir para um encontro com os líderes comunistas vietnamitas em Hanói, em 5 de Fevereiro de 1965; ali, encontrou-se com Zhou. Os dois foram capazes de resolver alguns problemas menores, concordando em aumentar o comércio entre os dois países, bem como celebrar o aniversário dos 15 anos da aliança sino-soviético. Kosygin foi informado de que uma reconciliação entre os dois países podia levar anos, e que a aproximação podia  apenas ocorrer de forma gradual. No seu relatório à liderança soviética, Kosygin referiu a postura moderada de Zhou  face à URSS, e acreditava que ele estava aberto a conversações sérias sobre as relações sino-soviética. Depois da sua visita a Hanoi, Kosygin voltou para Pequim no dia 10 de Fevereiro, desta vez para reunir com Mao tsé-tung pessoalmente. De início, Mao recusou-se a receber Kosygin, mas acabou por concordar e os dois encontraram-se a 11 de Fevereiro. O seu encontro com Mao foi totalmente diferente do tom da reunião anterior com Zhou. Mao criticou Kosygin, e a liderança soviética, acusando-os de terem um comportamento revisionista. Também continuou a criticar as anteriores políticas de Khrushchev. Esta reunião foi a última de Mao com qualquer líder soviético.
A Revolução Cultural causou um colapso completo das relações sino-soviéticas, na medida em que Moscovo (juntamente com cada estado comunista, excepto a Albânia) considerou que o acontecimento um episódio de insanidade simplista. Os Guardas Vermelhos acusaram a União Soviética e todo o Bloco de Leste de revisionistas que defendiam um falso socialismo e de estar em conluio com as forças do imperialismo. Brejnev foi referido como "o novo Hitler" e os soviéticos como belicistas que negligenciaram os padrões de vida do seu povo em favor de gastos militares. Em 1968, Lin Biao, o ministro chinês da Defesa, alegou que a União Soviética estava a preparar-se para uma guerra contra a República Popular da China. Moscovo respondeu de volta, acusando a China de falso socialismo, conspirando com os EUA, bem como promovendo uma política económica bélica em detrimento de uma de produção de bens. Esta tensão transformou-se em pequenas escaramuças ao longo da fronteira sino-soviética, e tanto Khrushchev como Brejnev foram ridicularizados como "traidores de [Vladimir] Lenin" pelos chineses. Para combater as acusações feitas pelo Governo Central Chinês, Brejnev condenou a postura "frenética anti-sovietism" da China, e pediu Zhou Enlai para normalizar as relações sino-soviética. Em outro discurso, desta vez em Tashkent, RSS do Uzbequistão em 1982, Brejnev avisou as potências do Primeiro Mundo, os poderes de usar a ruptura Sino-Soviética contra a União Soviética, dizendo que iria acender "a tensão e a desconfiança". Brejnev tinha oferecido um pacto de não-agressão à China, mas os seus termos incluíam uma renúncia da China a reivindicações territoriais e teriam deixado a China indefesos contra as ameaças da URSS. Em 1972, o Presidente americano Richard Nixon visitou Pequim para restaurar as relações com a República Popular da China, o que parecia confirmar os receios soviéticos de um conluio sino-americano. As relações entre Moscovo e Pequim mantiveram-se extremamente hostis ao longo de toda a década de 1970, com a China a decidir que "o imperialismo social apresentava um perigo maior do que o imperialismo capitalista, e mesmo depois da morte de Mao Tsé-Tung não mostrou qualquer sinal de acalmia. Entretanto, a União Soviética tinha defendeu um tratado de segurança colectiva asiático em que a URSS iria defender-se de qualquer país contra um possível ataque da RPC, mas quando esta última se envolveu numa guerra fronteiriça com o Vietname durante o início de 1979, Moscovo limitou-se a protestos verbais. A liderança soviética após a morte de Brejnev seguiu uma política externa mais amigável com a República Popular da China, e a normalização das relações, que tinha começado com Brejnev, continuou com os seus sucessores.

### Bloco de Leste

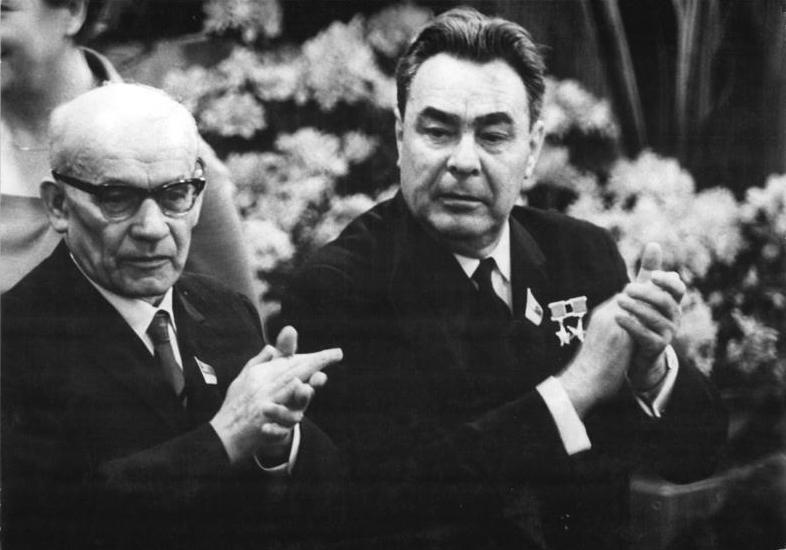
Władysław Gomułka (à esquerda), o líder da Polónia, na Alemanha Oriental, com Brejnev.

A política da liderança soviética em relação ao Bloco de Leste não se alterou muito com a substituição de Khrushchev, pois os estados da Europa Oriental eram vistos como uma zona tampão essencial para estabelecer uma distância entre a OTAN e as fronteiras da União Soviética. O regime de Brejnev herdou uma atitude céptica em relação às políticas de reforma que se tornaram mais radicais em tom a seguir à Primavera de Praga em 1968. János Kádár, o líder da Hungria, deu início a algumas reformas semelhantes à reforma económica de Alexei Kossygin em 1965. As medidas da reforma, designadas por Novo Mecanismo Económico, foram introduzidas na Hungria durante o governo de Khrushchev, e foram protegidas por Kosygin na era pós-Kruschev. O líder polaco Władysław Gomułka, que foi afastado de todos os seus cargos em 1970, foi sucedido por Edward Gierek que tentou revitalizar a economia da Polónia através de empréstimos de dinheiro pedidos ao Primeiro Mundo. A liderança soviética aprovou ambas experiências económicas dos respectivos países, dado que estava a tentar reduzir o seu grande programa de subsídios ao Bloco de Leste na forma de petróleo barato e exportações de gás.

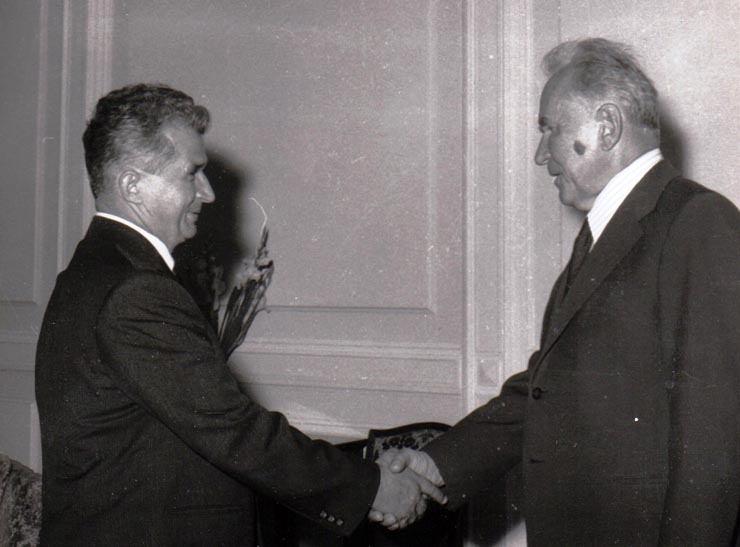
Alexei Kosygin (direita) aperta as mãos do líder comunista romeno, Nicolae Ceauşescu, em 22 de Agosto de 1974. Ceauşescu foi um dos líderes comunistas que se opunha à Doutrina de 1968 de Brejnev.

No entanto, nem todas as reformas foram apoiados pela liderança soviética. A liberalização política e económica de Alexander Dubček na República Socialista da Checoslováquia levou a uma invasão do país, liderada pela União, pelos países do Pacto de Varsóvia em Agosto de 1968. Não toda a liderança soviética estava entusiasmada para uma intervenção militar; Brejnev manteve-se atento a qualquer tipo de intervenção e Kosygin lembrou os líderes das consequências da repressão soviética na revolução húngara de 1956. Na sequência da invasão, a Doutrina Brejnev foi introduzida; ele declarou que a União Soviética tinha o direito de intervir em qualquer país socialista a caminho do comunismo, que se estivesse a estava desviar da norma de desenvolvimento  comunista. A doutrina foi condenada pela Roménia, Albânia e Jugoslávia. Como resultado, o movimento comunista em todo o mundo tornou-se poli-cêntrico, ou seja, a União Soviética perdeu o seu papel de "líder" do movimento comunista mundial. No rescaldo da invasão, Brejnev reiterou a doutrina num discurso no V Congresso do Partido Operário Unificado Polaco (PUWP) em 13 de Novembro de 1968:
Quando as forças que são hostis ao socialismo tentam alterar o desenvolvimento de alguns partidos socialistas para o capitalismo, passa a ser não só um problema para o país em causa, como um problema e preocupação de todos os países socialistas.— Brejnev Discurso no V Congresso do Partido Operário Unificado Polaco em Novembro de 1968
Em 25 de Agosto de 1980, o Politburo Soviético, criou uma comissão, presidida por Mikhail Suslov para examinar a crise política na Polónia, que estava a começar a ganhar velocidade. A importância da comissão foi demonstrada pela sua composição: Dmitriy Ustinov (Ministro da Defesa), Andrei Gromyko (ministro dos Negócios Estrangeiros), Yuri Andropov (presidente do KGB) e Konstantin Chernenko, o Chefe do Departamento Geral do Comité Central o associado mais próximo de Brejnev. Depois de apenas três dias, a comissão propôs a possibilidade de uma intervenção militar soviética, entre outras medidas concretas. Tropas e divisões de tanques foram transferidos para a fronteira soviético–polaca. Mais tarde, no entanto, a liderança soviética chegou à conclusão de que não devem intervir na Polónia. Stanisław Kania, o Primeiro-Secretário do PUWP, trouxe à discussão a proposta soviética para a introdução da lei marcial na Polónia. Erich Honecker, o Primeiro-Secretário do Partido Socialista Unificado da Alemanha Oriental, apoiou a decisão da liderança soviética, e enviou uma carta a Brejnev e convocou uma reunião dos líderes do Bloco de Leste para discutir a situação na Polónia. Quando os líderes se reuniram no Kremlin mais tarde naquele ano, Brejnev concluiu que seria melhor deixar as questões domésticas da Polónia em paz, por enquanto, tranquilizando a delegação polaca, chefiada por Kania, de que a URSS iria intervir apenas se fosse solicitada.
Como Archie Brown refere no seu livro Ascensão e Queda do Comunismo, "a Polónia foi um caso especial". A União Soviética tinha intervindo na República Democrática do Afeganistão no ano anterior, e as políticas cada vez mais duras da administração Reagan, juntamente com a vasta rede organizacional da oposição, estavam entre as principais razões para que a Comissão do Politburo forçasse a lei marcial em vez de uma intervenção. Quando Wojciech Jaruzelski se tornou Primeiro-Ministro da Polónia em Fevereiro de 1980, os líderes da União Soviética, mas também os polacos em geral, apoiaram a sua nomeação. Com o avançar do tempo, no entanto, Jaruzelski tentou, e não conseguiu, de acordo com Archie Brown, "andar numa corda bamba" entre as exigências feitas pela URSS e os polacos. A lei marcial teve início em 13 de Dezembro de 1981, pelo governo de Jaruzelski.
Durante os últimos anos da governação Brejnev, e na sequência da sua morte, a liderança soviética foi obrigada por dificuldades de doméstica a permitir que os governos do Bloco de Leste introduzissem mais políticas comunistas nacionalistas controlar a agitação na Polónia e, portanto, impedindo-a de se espalhar a outros países comunistas. De forma semelhante, Iuri Andropov, o sucessor de Brejnev, afirmou num relatório para o Politburo que a manutenção de boas relações com o Bloco de Leste "criou um precedente na política externa soviética".

### Terceiro Mundo
| " | "Veja, mesmo nas selvas eles querem viver à maneira de Lenine!" | " |
| — Leonid Brejnev, Secretário-Geral do Partido Comunista Soviético, numa forte discussão com os seus colegas do Politburo. |                                                                 |   |

Todos os auto-proclamados estados socialistas africanos e o país do Médio Oriente, Iémen do Sul, foram rotulados  como "Estados de Orientação Socialista" por ideólogos soviéticos. Muitos líderes africanos foram influenciados pelo marxismo, e até mesmo pelo leninismo. Vários think tanks soviéticos opunham-se às políticas  da liderança soviética em relação ao estados do Terceiro Mundo que se auto-proclamaram como socialistas, alegando que nenhum deles tinha construído uma base capitalista suficientemente forte  para se rotularem com qualquer tipo de socialismo. De acordo com o historiador Archie Brown, esses ideólogos soviéticos estavam correctos, e, como resultado, nenhum verdadeiro estado socialista foi alguma vez estabelecido em África, apesar de Moçambique ter chegado perto.

Kosygin (esquerda) e Ahmed Hassan al-Bakr (direita) a assinar o Tratado de Amizade e Cooperação Iraque–Soviético em 1972

Quando o Partido Baath nacionalizou a Empresa Iraquina de Petróleo, o Governo Iraquiano enviou Saddam Hussein, o Vice-Presidente do Iraque, para negociar um acordo comercial com a União Soviética para suavizar a esperada perda de receita. Quando Hussein visitou a União Soviética, conseguiu um acordo de comércio e um tratado de amizade. Quando Kosygin visitou o Iraque, em 1972, ele e Ahmed Hassan al-Bakr, o Presidente do Iraque, assinaram e ratificaram o Tratado de Amizade e Cooperação Iraque–Soviético. A aliança também forçou o governo Iraquiano a parar temporariamente a sua repressão ao Partido Comunista Iraquiano (ICP). O ICP chegou mesmo a receber dois ministérios após o estabelecimento de uma aliança entre a União Soviética e o Iraque. No ano seguinte, em 1973, al-Bakr partiu para uma visita de estado à União Soviética, e conheceu Brejnev pessoalmente. As relações entre os dois países apenas pioraram em 1976, quando o partido Baath do regime iraquiano iniciou uma campanha massiva contra o ICP e outros comunistas. Apesar dos apelos de Brejnev por clemência, vários comunistas Iraquianos foram executados publicamente.
Após o final Guerra de Independência de Angola em 1975, o papel da União Soviética nas políticas do Terceiro Mundo aumentou drasticamente. Algumas das regiões eram importantes para a segurança nacional, enquanto outras regiões eram importantes para a expansão do socialismo soviético em outros países. De acordo com um escritor anónimo da União Soviética, a luta de libertação nacional foi a pedra angular da ideologia soviética, e, portanto, tornou-se uma pedra angular para a actividade diplomática soviética no Terceiro Mundo.

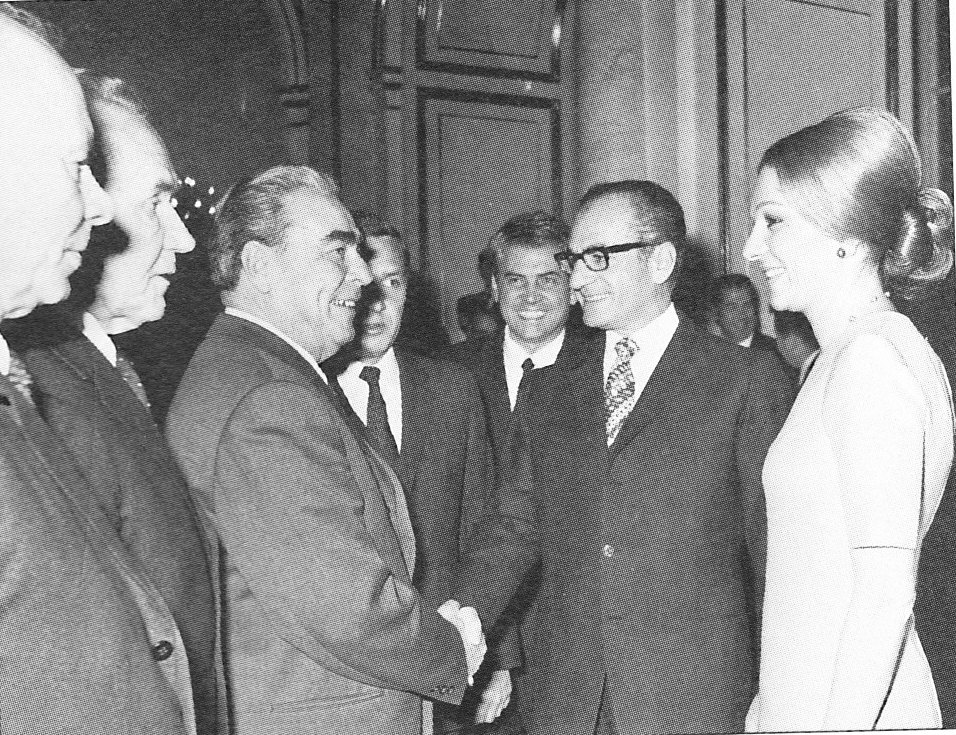
Imperador iraniano Mohammad Reza Pahlavi e Imperatriz Farah Pahlavi encontram-se com Brejnev em Moscovo, 1970.

A influência soviética na América latina aumentou depois de Cuba tornou-se um estado comunista, em 1961. A revolução Cubana foi recebido por Moscovo desde que, por uma vez, eles poderiam apontar para um governo comunista estabelecida por forças locais, em vez de o Exército Vermelho. Cuba tornou-se também a União Soviética de "homem de frente" para a promoção do socialismo nos países do Terceiro Mundo como o regime de Havana foi visto como mais comercializável e carismático. Pelo final da década de 1970, a influência Soviética na América latina tinha atingido proporções de crise, de acordo com diversos Estados Unidos Congressistas. Diplomáticas e económicas foram estabelecidas com vários países durante a década de 1970, e um deles, Peru comprou os bens externos da União Soviética. México e vários países das Caraíbas, forjado cada vez mais fortes os laços com o Comecon, um Bloco de Leste de negociação, organização criada em 1949. A União Soviética também reforçou os seus laços com os partidos comunistas da América latina. Soviética ideólogos viu a crescente presença Soviética como uma parte da "montagem anti-imperialista, a luta pela democracia e justiça social".
A União Soviética também teve um papel-chave na luta de secessão contra o Império Português e na e na luta pelo governo de maioria negra na África do Sul. O controlo da Somália era muito importante tanto para a URSS como para os EUA, devido à localização estratégica do país na foz do mar Vermelho. Depois de os soviéticos terem cortado relações como regime de Siad Barre na Somália, viraram-se para o governo Derg da Etiópia e apoiaram-nos durante o seu conflito com a Somalia. Devido à mudança de aliança por parte dos soviéticos, Barre expulsou os conselheiros russos, rasgou o tratado de amizade com os soviéticos, e trocou de aliança para Ocidente. Os EUA tomaram o lugar da União Soviética no rescaldo da derrota da Somália, na década de 1980, na Guerra de Ogaden.
No Sudoeste Asiático, Nikita Khrushchev apoiou, inicialmente, o Vietname do Norte por "solidariedade fraterna", mas à medida que a a escalada da guerra se fez sentir, incitou os líderes norte-vietnamitas a desistir da procura por libertar o Vietname do Sul. Khrushchev continuou a rejeitar os pedidos para apoiar o governo norte-vietnamita, e aconselhou-os a entrar em negociações no Conselho de Segurança das Nações Unidas. Brejnev, depois de chegar ao poder, começou, de novo, a dar apoio à resistência comunista no Vietname. Em Fevereiro de 1965, Kosygin viajou até Hanói com dezenas de generais da força aérea soviética e especialistas em economia. Durante a visita soviética, o Presidente Lyndon B. Johnson deu ordem para se iniciarem bombardeamentos americanos em solo norte-vietnamita como retaliação ao recente ataque à base aérea de Pleiku efectuado pelo Viet Cong. No Vietname do pós-guerra, a ajuda soviética tornou-se a pedra angular da actividade socio-económica. Por exemplo, nos primeiros anos da década de 1980, 20% a 30% do arroz consumido pelo povo vietnamita era fornecido pela União Soviética. Como o Vietname nunca desenvolveu uma indústria de armamento durante o período da Guerra Fria, foi a União Soviética que lhes forneceu as armas e equipamentos durante a Guerra sino-vietnamita.
A União Soviética apoiou os vietnamitas na sua invasão do Cambodja em 1978, um acontecimento considerado pelo Primeiro Mundo, destacando-se os EUA, e pela China um ataque ordenado pela União Soviética. A URSS tornou-se o maior suporte do novo estado-fantoche no Cambodja, a República Popular do Kampuchea (PRK). Numa conferência em 1979, Jimmy Carter queixou-se a Brejnev acerca da presença de tropas vietnamitas no Cambodja, queixa à qual Brejnev respondeu que os cidadãos da PRK estavam maravilhados com a deposição do governo administrado pelos Khmer Vermelhos; neste ponto, como refere o historiador Archie Brown, ele estava certo.

### Afghanistão
| História da União Soviética (1964-1982)                | "Devemos dizer a Taraki e a Amin que alterem as suas tácticas. Continuam a executar aquelas pessoas que discordam deles. Estão a matar quase todos os líderes Parcham, não só os da mais alta hierarquia, mas também os de hierarquias intermédias." | História da União Soviética (1964-1982) |
| — Alexei Kosygin, Presidente do Conselho de Ministros. | |                                         |

Apesar de o governo da República Democrática do Afeganistão, formado no rescaldo da Revolução de Saur de 1978, per seguido várias políticas socialistas, o país "nunca foi considerado pela União Soviética", de acordo com o historiador Archie Brown. De facto, como a URSS tinha apoiado o anterior regime de Mohammed Daoud Khan, a revolução, que surpreendeu a liderança soviética, criou muitas dificuldades à União Soviética. O Partido Democrático do Povo do Afeganistão, o partido comunista afegão, era composto por duas facções opostas, os khalqs e os parchams; os líderes soviéticos apoiaram o último, o qual, por sua vez, também se juntou a Moscovo no apoio ao anterior regime Daoud. Depois de engendrar o golpe, acabou por ser a facção khalq a tomar o poder. Nur Mohammad Taraki tornou-se Presidente e Primeiro-Ministro, enquanto Hafizullah Amin foi nomeado para Vice-Primeiro-Ministro do Afeganistão, e, a partir de Maio de 1979, Primeiro- Ministro. O novo governo khalq ordenou a execução de vários membros de topo e secundários da facção parcham. Para piorar ainda mais a situação, a relação entre Taraki e Hafizullah depressa azedou à medida que a oposição ao seu governo aumentava. Em 20 de Março de 1979, Taraki viajou até à União Soviética e encontrou-se com Kosygin, Dmitriy Ustinov (ministro da Defesa), Andrei Gromiko (ministro dos Negócios Estrangeiros) e Boris Ponomarev (chefe do Departamento Internacional do Comité Central), para discutir a possibilidade de uma intervenção soviética no Afeganistão. Kosygin opôs-se à ideia, acreditando que o líder afegão tinha de provar ter o apoio do povo para combater a oposição de forma independente, apesar de concordar em aumentar a ajuda material ao Afeganistão. Quando Taraki perguntou a Kosygin qual a possibilidade de uma intervenção militar liderada pelo Bloco de Leste, Kosygin repreendeu-o de novo, e insistiu que a liderança afegã tinha de sobreviver por si própria. No entanto, numa reunião à porta fechada sem a presença de Kosygin, o Politburo apoiou por unanimidade a intervenção soviética.
Nos finais de 1979, Taraki fracassou na tentativa de assassinar Amin, o qual, num contra-ataque vingativo, conseguiu assassinar Taraki em 9 de Outubro. Mais tarde, em Dezembro, a União Soviética invadiu o Afeganistão a mando de Khan. Em 27 de Dezembro uma unidade do KGB matou Amin. Babrak Karmal, o líder da facção parcham, foi escolhido pela liderança soviética para sucessor de Amin no rescaldo da intervenção soviética. Porém, para a liderança soviética, Karmal não se mostrou ser o líder que esperavam, e ele, tal como os seus antecessores, deteve e executou vários membros parcham, prendeu e matou diversos membros khalq, de diversas hierarquias, porque apoiavam a facção errada. Com as tropas soviéticas ainda no país, contudo, foi obrigado a ceder perante a pressão soviética, e libertou todos os prisioneiros khalq. Para piorar ainda mais a situação a Karmal, vários dos membros khalq anteriormente detidos foram forçados a juntar-se ao governo. Quando Brejnev morreu, a União Soviética ainda estava presente no Afeganistão.

## Movimentos dissidentes
Os dissidentes soviéticos e os grupos de direitos humanos eram reprimidos constantemente pelo KGB. No geral, a repressão política aumentou durante o período da governação de Brejnev e Estaline passou por uma reabilitação parcial. As duas figuras de destaque do movimento dissidente soviéticos durante a Era de Brejnev eram Aleksandr Solzhenitsyn e Andrei Sakharov. Apesar da sua fama individual e simpatia generalizada no Ocidente, pouca adesão tinham da população. Sakharov foi forçado a um exílio interno em 1979, e Solzhenitsyn foi expulso do país em 1974.
Como resultado, muitos dissidentes tornaram-se membros do Partido Comunista, ao invés de protestarem activamente contra o sistema soviético ao longo das décadas de 1970 e 1980. Estes dissidentes foram descritos por Archie Brown como "gradualistas" que queriam mudar a forma como o sistema funcionava mas lentamente. O Departamento Internacional do Comité Central e o Departamento dos Países Socialistas do Comité Central – departamentos considerados pelos meios de comunicação do Primeiro Mundo como sendo constituído por muitos comunistas conservadores – eram de facto departamentos de onde Mikhail Gorbachev, como líder soviético, iria afastar muitos destes "novos pensadores". Estes funcionários tinham sido influenciados pela cultura e ideias Ocidentais através de livros e de viagens. Os reformadores também estavam presentes em grande número nos institutos de pesquisa do país.
O regime soviético da Era Brejnev tornou-se notório por utilizar a psiquiatria como um meio de silenciar os dissidentes. Muitos intelectuais, religiosos e, por vezes, cidadãos comuns a protestar por melhores condições de vida, eram tidos como clinicamente loucos e detidos em hospitais psiquiátricos.
O sucesso dos dissidentes foi relativos. Os judeus que emigraram nos anos 1970 constituíram o mais bem sucedido, e mais organizado, movimento dissidente. O seu sucesso pode ser atribuído ao apoio exterior do movimento, em particular da comunidade judaica nos Estados Unidos. Mais, como grupo não defendiam uma transformaçãoda sociedade soviética; o movimento dissidente judeu estava apenas interessado em deixar a União Soviética para ir para Israel. O Governo soviético subsequentemente procurou melhorar os laços diplomáticos com o Primeiro Mundo, permitindo que os judeus emigrassem. O fluxo de emigração reduziu drasticamente à medida que a tensão soviético-americana aumentava na segunda metade da década de 1970, embora tenha aumentado em 1979, atingindo um valor de 50 000. Em inícios da década de 1980, contudo, a liderança soviética decidiu bloquear por completo a emigração. Apesar das alegações oficiais de que o anti-semitismo era uma ideologia burguesa incompatível com o socialismo, a verdade era que os judeus que praticavam abertamente a sua religião ou eram identificados como judeus de um ponto de vista cultural, enfrentavam uma discriminação generalizada do sistema soviético..
Em 1978, um movimento dissidente de tipo diferente surgiu quando um grupo de mineiros desempregados, liderados por Vladimir Klebanov, tentou criar um um sindicato e exigiu uma negociação colectiva. Os principais grupos de dissidentes soviéticos, constituídos, na sua maioria, por intelectuais, permaneceram distantes, e depressa Klebanov foi internado numa instituição psiquiátrica. Um mês depois, outra tentativa de formar um sindicato de funcionários administrativos foi também travado pelas autoridades, sendo o seu fundador, Vladimir Svirsky, detido.
| História da União Soviética (1964-1982)  | "Sempre que nos referimos a Solzhenitsyn como o inimigo do regime soviético, acontece quando coincide com algum evento [internacional] importante e adiamos a decisão." | História da União Soviética (1964-1982) |
| — Andrei Kirilenko, membro do Politburo. | |                                         |

No geral, o movimento dissidente teve alguns surtos de actividade, incluindo durante a invasão da Checoslováquia, quando várias pessoas protestaram na Praça Vermelha em Moscovo. Os dissidentes que estavam interessados na reforma democrática marcaram a sua presença, apesar de os protestos, e o grupo dissidente organizado de curta-duração, acabarem por serem reprimidos pelo Governo soviético. O movimento foi, de novo, colocado em acção aquando  da assinatura dos Acordos de Helsínquia. Vários grupos da organização não governamental Helsinki Watch foram criados por todo o país, sendo tods reprimidos de tempos a tempos, e muitos foram mesmo encerrados. Devido à forte posição do Governo soviético, muitos dissidentes tiveram problemas para conseguir chegar a "uma larga audiência", e em inícios da década de 1980, o movimento dissidente soviético encontrava-se desorganizado: os dissidentes mais notáveis tinham sido exilados, interna ou externamente, enviados para a prisão ou deportados para os Gulags.
O caminho anti-religioso perseguido por Khrushchev foi atenuado pela liderança Brejnev/Kosygin, com muitas igrejas ortodoxas a serem ocupadas por párocos submissos muitas vezes ligados ao KGB. A propaganda do estado tendeu a focar-se mais em promover o "ateísmo científico" do que em procura activa de crente. Ainda assim, as crenças minoritárias continuaram a ser ameaçadas pelas autoridade, e um aspecto que os preocupava era a contínua resiliência do Islão nas repúblicas da Ásia Central. Esta situação era ainda pior devido à sua proximidade geográfica ao Irão, o qual ficou sob o controlo de um governo islâmico em  1979 que professava hostilidade tanto face aos Estados Unidos como à União Soviética. Enquanto os números oficiais apontavam a percentagem de crentes entre 9% e 10%  da população, no entanto, as autoridades ficaram desconcertadas com a contínua e generalizada presença de crença religiosa na sociedade, pois desde o início de 1980 que a grande maioria da população soviética viva não tinha memória dos tempos czaristas.

## Sociedade soviética

### Ideologia e crenças

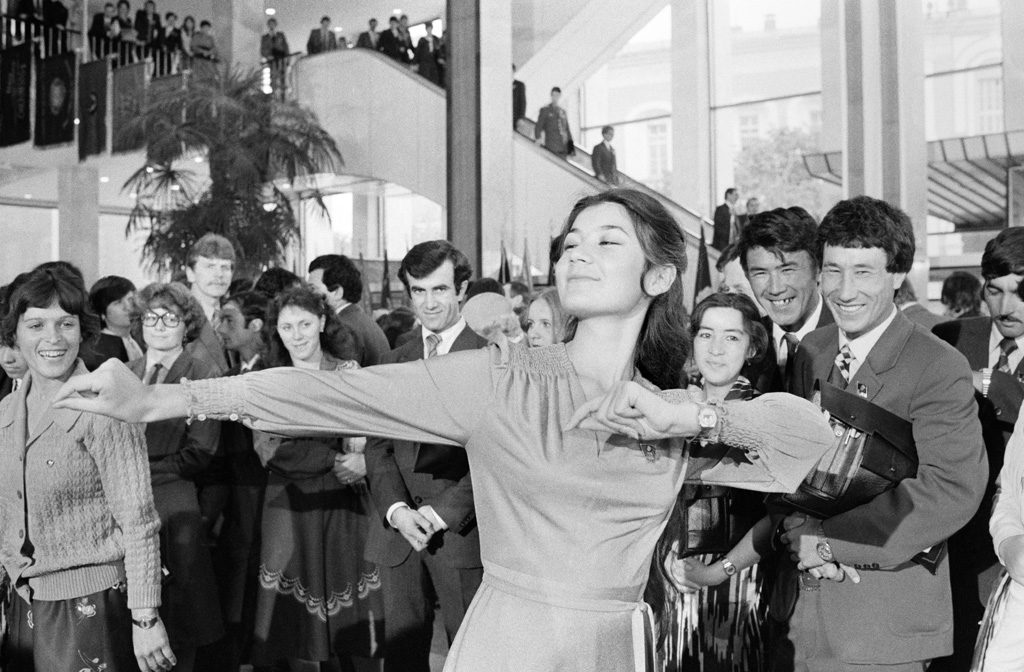
Momento de descontracção durante uma pausa entre sessões do 19.º Congresso da Komsomol (Maio de 1982)

A sociedade soviética é habitualmente vista como tendo chegado à sua maturidade durante a administração de Brejnev. Tal como referido por Edwin Bacon e Mark Sandle no seu livro Brezhnev Reconsidered, "uma revolução social estava a ter lugar na União Soviética durante os seu regime de 18 anos. A crescente modernizada sociedade soviética estava a tornar-se mais urbana, e as pessoas tinham tornaram-se mais educadas e profissionais. Contrastando com anteriores períodos de "terrores, cataclismos e conflitos", a Era Brejnev constituiu um período de desenvolvimento contínuo sem interrupção. O ensino superior assistiu a um crescimento que quadruplicou entre as décadas de 1950 e 1980; este desenvolvimento foi referido como "revolução científico-tecnológica". Mais, as mulheres passaram a constituir cerca de metade dos especialistas em educação do país.
Na sequência da afirmação controversa de Khrushchev de que o [puro] comunismo podia ser alcançado dentro de "20 anos", a liderança soviética reagiu defendendo o conceito de socialismo desenvolvido. Brejnev declarou o início da era do socialismo desenvolvido em 1971 no 24.º Congresso do Partido Comunista da União Soviética. O socialismo desenvolvido era descrito como socialismo que "alcançou condições desenvolvidas", o resultado do "aperfeiçoamento" da sociedade socialista que tinha sido criada. Em resumo, seria apenas mais uma fase do desenvolvimento do comunismo. O socialismo desenvolvido passou a ser a pedra-angular ideológica do regime de Brejnev, a qual ajudou a explicar a situação da União Soviética. No entanto, a ideia da teoria do socialismo desenvolvido também defendia que a União Soviética tinha atingido um estado no seu desenvolvimento em que estava livre de crises, o que se demonstraria incorrecto. Como consequência, Yuri Andropov, o sucessor de Brejnev, deu início a uma  des-"Brejnevisação" do país durante o seu cuto período à frente do governo, e introduziu teses mais realistas. Contudo, manteria o socialismo como parte da ideologia do estado.

### Cultura
Durante a Era Brejnev, as pressões vindas de baixo forçaram a liderança soviética a alterar algumas políticas culturais, apesar de as características do sistema comunista continuarem as mesmas. A música rock e os jeans, os quais tinham sido criticados como marcas da cultura Ocidental, foram legalizados. A União Soviética começou mesmo a fabricar os seus próprios jeans nos anos 1970. Á medida que o tempo passava, contudo, os jovens tinham mais vontade de comprar produtos Ocidentais. O mercado negro soviético desenvolveu-se durante este período, e os "jeans Ocidentais falsos" tornaram-se muito populares de acordo com Archie Brown. Grupos de rock como os Beatles eram populares no país e noo Bloco de Leste, mesmo que a política oficial soviética permanecesse cautelosa. A música rock soviética evoluiu, e tornou-se uma forma de dissidência contra o sistema soviético. Vladimir Vysotsky, Alexander Galich e Bulat Okudzhava eram os músicos de rock mais destacados, e as suas letras, e música no geral, criticavam o passado estalinista do país, tal como o sistema não-democrático. Num editorial de 1981 publicado no jornal Pravda, Viktor Chebrikov, um membro de topo do KGB, referiu-se à apatia da juventude soviética face ao sistema e acusou o Ocidente de usar conceitos como o consumismo, religião e nacionalismo como meio de encorajar o "pessimismo"", o niilismo e a perspectiva invasiva de que a vida é melhor no Ocidente." Também afirmou que grupos exteriores de estonianos, letões e outras etnias tinham uma influência considerável na União Soviética.

### Padrão de vida

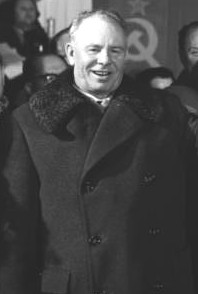
A explicação oficial para a expulsão de Nikolai Podgorny, chefe-de-estado entre 1965 e 1977, foi a sua postura contra a détente e o aumento do fornecimento de bens de consumo.

Entre 1964 e 1973, o PIB per capita em dólares aumentou. Ao longo dos dezoito anos da administração Brejnev, a receita média por pessoa aumentou em cerca de metade do equivalente em dólares. Na primeira metade do período em que Brejnev governou a União Soviética, a receita per capita aumentou 3,5% ao ano, embora isso representasse um crescimento ligeiramente inferior ao dos últimos anos de Khrushchev. Este facto pode ser explicado pela reversão da maioria das políticas de Khrushchev quando Brejnev chegou ao poder. Com o passar do tempo, contudo, os cidadãos começaram a sentir, realmente, uma melhoria do seu padrão de vida quando comparado com o período de governação de Khrushchev. O consumo per capita estimado aumentou 70% no governo de Brejnev, apesar de três-quartos deste crescimento tenha ocorrido antes de 1973 e apenas um-quarto na segunda metade da sua governação. A maior parte do aumento na produção dos consumidores no início da era Brejnev pode ser atribuída à reforma de Kosygin, segundo uma análise ao desempenho da reforma levada a cabo pela Universidade Estatal de Moscovo.
Quando o crescimento económico da União Soviética estagnou na década de 1970, a atenção do governo passou para a melhoria dos padrões de vida e para a qualidade da habitação no Bloco de Leste. O padrão de vida na Rússia estava atrás do da Geórgia e da Estónia na administração Brejnev; esta situação levou muitos russos a acreditar que as políticas do governo soviético estavam a prejudicar a população russa. Para reconquistar o apoio, em vez de dedicar mais atenção à estagnação da economia, a liderança soviética do período Brejnev alargou os benefícios sociais para melhorar os padrões de vida. De facto, esta estratégia levou a um aumento, apesar de pequeno, do apoio popular ao regime.
No que respeita à área de tecnologias avançadas, a União Soviética estava muito atrás dos EUA, Europa Ocidental e Japão. O tubo de vácuo permaneceu em utilização muito depois de se encontrar obsoleto em todo o lado, e, nos anos 1980, muitas fábricas ainda faziam uso de equipamentos da década de 1930. O general Nikolai Ogarkov, numa pouco habitual entrevista tranquila com um jornalista americano, em 1982, admitiu que "na América, até as crianças mais pequenas brincam com computadores. Nós ainda nãos os temos em todos os gabinetes do Ministério da Defesa. E por razões que o senhor bem conhece, não podemos disponibilizar computadores a todas as pessoas da nossa sociedade." Os meios de produção soviéticos não só eram primitivos quando comparados com os padrões Ocidentaid, mas eram também extremamente ineficientes, necessitando de duas ou três vezes mais mão-de-obra do que uma fábrica nos EUA.
Durante o período em que Brejnev esteve no poder, os cidadãos soviéticos assistiram a melhorias materiais, mas o Politburo não recebeu qualquer crédito por este desempenho; as melhorias materiais nos anos 70, ou seja, o fornecimento de bens de consumo, alimentos, habitação, vestuário, saneamento, saúde e transporte, foram vistos como algo garantido pelo comum dos cidadãos. O cidadão comum associava a administração de Brejnev às limitações do que aos progressos: por isto, Brejnev nem ganhou simpatia nem respeito. Muitos dos cidadãos soviéticos não tinham poder para alterar o sistema vigente, o que os levou a tirar o melhor proveito da situação em que viviam . As taxas de alcoolismo, doenaças mentais, divórcio e suicídio subiram exponencialmente no período Brejnev. Entre os russos étnicos, a taxa de divórcio no finais da década de 1970 era muito elevado, e um em cada quatro adultos vivia sozinho. As mulheres tinham um papel particularmente difícil, pois eram elas que faziam as compras o que as levava a ficar horas intermináveis em filas de espera. A taxa de nascimento, em 1982, estava estagnada, com os muçulmanos das repúblicas da Ásia Central a constituir o único grupo na nação com mais nascimentos do que óbitos.
Embora os investimentos em bens de consumo tenham ficado abaixo das projecções, a expansão da produção fez aumentar os padrão de vida dos soviéticos. Os frigoríficos, apenas existentes nos lares de 32% da população no início da década de 1970, estavam presentes em 86% das habitações soviéticas em finais dos anos 80, e a presença de televisores a cores passou de 51% no início dos anos 70 para 74% na década de 1980. Por outro lado, apesar de algumas áreas se terem desenvolvido durante o período de governação de Brejnev, a maioria dos serviços públicos deteriorou-se. As doenças aumentavam devido ao decadente serviço de saúde, e o espaço para viver continuou pequeno se se comparar com aquele existente no período da Primeira Guerra Mundial, com o coum dos cidadãos soviéticos a viver num espaço de 13,4 m². Ao mesmo tempo, milhares de habitantes de Moscovo não tinham casa, vivendo em barracas, viviam na rua, em entradas de prédios ou em eléctricos estacionados. As autoridades muitas vezes realizavam intervenções em cinemas, restaurantes e saunas para localizar pessoas que faltavam ao trabalho, particularmente durante grandes eventos como os Jogos Olímpicos de Verão de 1980 que atraiam milhares de turistas estrangeiros.A nutrição piorou no final dos anos 70, com o racionamento de produtos alimentares básicos a regressar a locais como Sverdlovsk. Os danos ambientais e a poluição tornaram-se problemas crescentes devido à política do governo soviético de desenvolvimento a todo o custo, e algumas partes do território, como a Cazaque, sofreram ao serem utilizadas como zona de testes de armas nucleares. Embora os cidadãos soviéticos em 1962 tivessem uma esperança média de vida que os Estados Unidos, vinte anos mais tarde esse valor caiu em cerca de cinco anos.

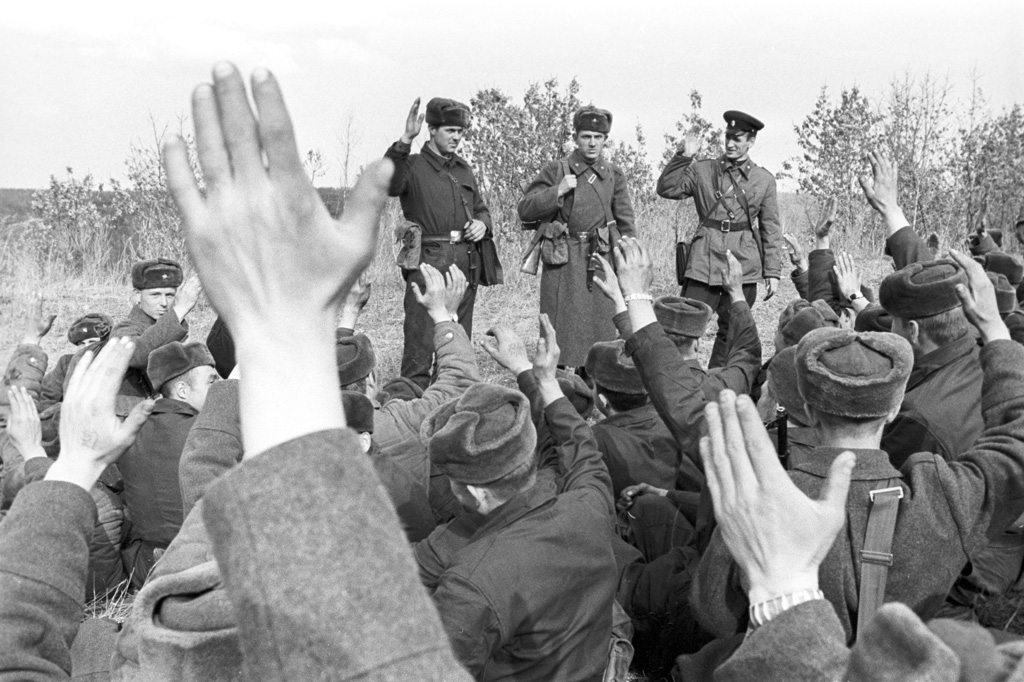
Soldado Nikolai Zaitsev sendo unanimemente empossado no Komsomol durante o treino militar dos guardas de fronteira no Extremo Oriente Russo (1969).

No entanto, aqueles efeitos não foram sentidos uniformemente. Por exemplo, no final da governação de Brejnev, os trabalhadores menos especializados tinham salários mais elevados que os trabalhadores profissionais na União Soviética: o salário de um professor de escola secundária era de apenas 150 rublos, enquanto que um motorista de autocarro recebia 230. No geral, os ordenados reais aumentaram dos 96,5 rublos mensais em 1965 para 190,1 rublos mensais em 1985. Uma pequena minoria beneficiava ainda mais. O estado disponibilizava divertimentos diários e férias anuais a trabalhadores de profissões mais pesadas. Os sindicatos dos trabalhadores soviéticos recompensavam os seus membros que trabalhavam em indústrias pesadas e as suas famílias com férias na praia na Crimeia e na Geórgia. Aqueles trabalhadores que atingiam as suas quotas mensais de produção estabalecidas pelo governo soviético eram recompensados com o seu nome a ser inscrito na Lista de Honra da sua fábrica. O estado premiava O estado concedia distintivos para todos os tipos de serviços públicos, e os veteranos de guerra eram autorizados a ir para o início das filas nas lojas. Todos os membros da Academia de Ciências da Rússiaa recebiam um distintivo especial e o seu próprio carro e respectivo motorista. Estes prémios, regalias e privilégios facilitava a procura de empregos decentes a alguns cidadãos, apesar de não evitarem a degradação da sociedade soviética. A urbanização causou o desemprego no sector agrícola, com a maioria da mão-de-obra capaz a deixar as aldeias e a irem para as cidades.
A "rigidificação" social tornou-se num aspecto habitual na sociedade soviética. Durante o período de Estaline nas décadas de 30 e 40, um trabalhador comum podia esperar uma subida a um trabalho de colarinho branco se estudassem e obedecessem às autoridades soviéticas. Na União Soviética de Brejnev, este não era o caso. Os detentores de escritórios atraentes agarravam-se a eles o maior tempo possível; a incompetência simples não era vista como uma razão para despedir alguém. Desta forma, para além aos já mencionados anteriormente, a sociedade soviética que Brejnev passou aos seus sucessores tornou-se "estática".

## Análise histórica
Apesar dos insucessos das reformas domésticas realizadas por Brejnev, as suas políticas de defesa e de relação com o exterior transformaram a União Soviética numa superpotência. A sua popularidade entre os cidadãos diminuiu durante os seus últimos anos, e o apoio aos ideais do comunismo e do marxismo-leninismo diminuiu, mesmo com a maioria dos cidadãos soviéticos a permanecer cautelosa em relação à democracia liberal e ao sistema multipartidário em geral.
A corrupção política que cresceu consideravelmente durante a governação de Brejnev tornou-se num problema para o desenvolvimento económico da União Soviética durante a década de 1980. Para a combater, Andropov deu início a uma campanha anti-corrupção a nível nacional. Andropov acreditava que a economia soviética podia recuperar se o governo fosse capaz de aumentar a disciplina social entre os trabalhadores. Brejnev era visto como vaidoso e obcecado consigo próprio, mas foi elogiado por levar a União Soviética a um período sem precedentes de estabilidade e tranquilidade interna.
No seguimento da morte de Andropov, lutas políticas levaram a duras críticas a Brejnev e à sua família. Mikhail Gorbachev, o último líder soviético, atraiu o apoio da linha-dura comunista e da população soviética ao criticar a governação de Brejnev, e referiu-se à sua liderança como a "Era da Estagnação". Apesar de todos estes ataques, numa votação realizada em 2006, 61 porcento da população respondeu que viam a era de Brejnev como sendo boa para a Rússia.